# ミノルタ・ハネウェル特許訴訟
ミノルタ・ハネウェル特許訴訟（ミノルタ・ハネウェルとっきょそしょう）とは、ハネウェルがオートフォーカス式一眼レフカメラαシリーズの自動焦点機構が自社の特許4件を侵害し、また技術移転に関する契約に違反していると主張して、ミノルタとその現地法人を相手取り1987年4月に起こした訴訟である。

## 背景
ミノルタは当初、ハネウェルと技術開示契約を結んでオートフォーカス技術の導入を行ったが、その後独自技術の開発を進め、1985年には従来品より画期的に合焦速度が格段に速くなったα-7000を発売、アメリカでもマクサーム7000（Maxxum7000 ）として販売され、ミノルタは一躍一眼レフカメラメーカーのトップシェアを得ていた。

## 争点
ノーマン・L・ストーファーにより発明され1973年出願、1975年に成立したアメリカ合衆国特許第 3,875,401号、通称「401号特許」「ストーファー特許」が主な争点となった。
この特許は位相差によりピントを検出するという基礎技術についてのもので、日本では特許として成立しなかった。ミノルタはどれだけ移動させれば焦点が合うか計算する機構を搭載しており、その意味で画期的であったわけだが、ピント検出の方法自体は位相差によっていた。
ミノルタ側はハネウェルよりずっと前に特許として成立していたルートヴィヒ・ライツの特許を挙げて防戦しようとした。これが有効ならばハネウェルの特許はほとんどその効力を失うが、ルートヴィヒ・ライツは特許申請書に添付した図面に小さな凸レンズを描き落としており、ハネウェル側は「インオペラブル（作動不可能）」と決めつけた。「その特許が作動不可能なるゆえに無効と主張する当事者は、その作動不可能性を『明白にして説得力ある証拠』でしめさなければならない」とされていたため、ハネウェル側は、図面通り、動くわけのない実物モデルを作成した。小倉磐夫は「陪審心理の操作にたけていたというべき」と評している。特許の文言や図面に不備があり論旨が通らなかったりそのまま作っても作動しないことはよくあり、この場合「その専門領域で通常の技量をもつ技術者が、その特許の本質に影響を与えることなく、機構の細部に些細な訂正をしただけで正常な作動が可能になるならば」特許の有効性は損なわれないが、これは認められなかった。
手続の途中でオートフラッシュのシーケンス制御に関する「オガワ特許」に対する侵害が追加された。
審理の過程で、ハネウェルが以前安価にて三菱電機に販売しようとしていた事実が発覚した。

## 結論
1992年2月、ニュージャージー州連邦地方裁判所は陪審の評決で2件の特許侵害を認めた。賠償額は「ストーファー特許」について8,500万ドル、「オガワ特許」について1,135万ドル、合計9,635万ドルと算出された。
アメリカ合衆国特許第 3,860,935号については非侵害、アメリカ合衆国特許第 4,002,899号については特許無効とされた。
1992年3月、ミノルタがハネウェルとの和解に応じ、利子を含め1億2750万ドル（当時のレートで約165億円）を支払うことになった。
主任弁護士のマイケル・シレシは「あなたがミノルタ側を受け持ったら、どうなったか」との報道陣の質問に答えて「もちろん充分戦える。ハネウェルに勝ってみせる」と言ったという。
当時、日本のマスコミでは陪審制に対する不信感を述べる意見が多かったが、陪審員は公正に職務を遂行していたと評されている。他方、事件を担当した職業裁判官の方がアンフェアな態度であり、問題があったという目撃証言がある。

## 影響
さらにハネウェルは、オートフォーカスカメラを生産していた日本のカメラメーカーに同様の請求をした。裁判の結末を見ていた各社は全く戦意を喪失しており、ハネウェルはキヤノンから約70億円、ニコンから約57億円、オリンパスから約42億円、ペンタックスから約25億円など13社とも14社とも言われるカメラメーカーから合計400億円以上を受け取った。これは貿易摩擦問題・サブマリン特許問題などの複雑な時代背景のもとに起こったものであり、アメリカの訴訟社会の厳しさ、訴訟戦術の重要性、知的財産権のあり方などについて複雑な反響を巻き起こすこととなった。